# Anna Caballé Masforroll
Ana María Caballé Masforroll (Hospitalet de Llobregat, 1954), más conocida como Anna Caballé, es una escritora, crítica literaria y profesora universitaria española. Entre 2017 y 2021 fue presidenta de la asociación sobre género y cultura Clásicas y Modernas. Especialista en biografías, en 2019 recibió el Premio Nacional de Historia de España por su obra Concepción Arenal. La caminante y su sombra.

## Biografía
Caballé explica que leía biografías de Zweig y Ludwig cuando tenía 12 o 13 años. "Mi padre me las regalaba en vez de libros infantiles" y le llamó la atención que durante su carrera universitaria nadie le citara una biografía, un diario o unas cartas. Investigó sobre ello y se doctoró en la Universidad de Barcelona con la tesis La literatura autobiográfica en España (1939-1975), por la que ganó el Premio Extraordinario de Doctorado. Profesora titular de Literatura española de la Universidad de Barcelona desde 1987, es responsable de la Unidad de Estudios Biográficos.
A finales de los años 90 fue organizadora junto a Joana Bonet del "Premio Contradiction" de literatura personal convocado en su primera edición en 1999 por la revista Marie Claire y que llegó a recibir casi 2.000 memorias de mujeres que contaban sus historias. Leer estas historias de soledad e insatisfacción, para Anna Caballé fue un punto de inflexión. "Un grito: qué nos pasa. Debo hacer algo para cambiarlo. Yo hasta entonces había sido muy obediente. Inicié una toma de conciencia y me pregunté cuántas memorias y trabajos de mujeres no había considerado para dedicarme a ellas. Y entonces lo incorporé como deber moral. Fue mi caída del caballo. (...) No tenía esa conciencia feminista. Era, eso, obediente, no había puesto en tela de juicio el sistema y el discurso patriarcal. Releí mi pasado desde otra perspectiva.
Ha sido editora de la revista Memoria, Revista de Estudios Biográficos entre 1996 y 2007 y profesora visitante de las universidades Wszechnica Polska (Varsovia), University of Virginia (Estados Unidos) y Pontificia Universidade do Río Grande do Sul (PUCRS, Brasil). Su línea de investigación es el estudio y la divulgación de la escritura autobiográfica en lengua española. Es colaboradora habitual del suplemento ABC Cultural y de otros medios de comunicación. De 2017 a enero de 2023 presidió la Asociación sobre Género y Cultura Clásicas y Modernas.
En 2019 recibió el Premio Nacional de Historia de España 2019 por su obra Concepción Arenal. La caminante y su sombra. El jurado eligió esta obra “por reunir todos los requisitos de excelencia en una obra de historia: novedad historiográfica y metodológica, pluralidad de fuentes y un planteamiento científico y riguroso del estudio biográfico sobre un personaje todavía no suficientemente conocido pero importante en la historia de España”.
En 2020, comisarió, junto a la catedrática Cristina Peñamarín, la exposición de la Biblioteca Nacional de España Concepción Arenal. La pasión humanista (1820-1893).

## Obras
Entre otras obras ha editado y ha dirigido la colección La vida escrita por las mujeres, obra en 4 volúmenes:  Por mi alma os digo. De la Edad Media a la Ilustración; La pluma como espada. Del Romanticismo al Modernismo, Contando estrellas. Siglo XX (1) y Lo mío es escribir. Siglo XX (2) (Círculo de Lectores, 2003;  Lumen, 2004). También en 2004 publica "Francisco Umbral. El frío de una vida" (Espasa), obra que según la profesora construye por vez primera la trayectoria literaria del escritor  al que presenta como "el de más talento literario en el panorama español contemporáneo".

### Publicaciones
- La vida y la obra de Paulino Masip (Edicions del Mall, 1987)
- La tía Tula y Amor y pedagogía de Miguel de Unamuno (Espasa, colección Austral, 1990 y 1991)
- Narcisos de tinta. Ensayo sobre la literatura autobiográfica en lengua castellana (1939-1975) (Megazul, 1995)
- Mi defensa y Recuerdos de provincia de Domingo Faustino Sarmiento (Círculo de Lectores, colección Opera Mundi, 1996)
- Mi vida es mía, en colaboración con Joana Bonet (Plaza&Janés, 2000)
- Francisco Umbral. El frío de una vida (Espasa, 2004)
- Cinco conversaciones con Carlos Castilla del Pino (Península, 2005)
- Breve historia de la misoginia (2005) Editorial Lumen
- El bolso de Ana Karenina (2008)  Editorial Península
- Carmen Laforet. Una mujer en fuga en colaboración con Israel Rolón (RBA, 2010)
- El feminismo en España (2013)  Editorial Cátedra[14]
- Concepción Arenal: la caminante y su sombra (Taurus, 2018)
- Víctor Catalá (Prisanoticias, 2019)
- Íntima Atlántida. Vida de Rosa Chacel (Taurus, 2025)

## Unidad de Estudios Biográficos
La Unidad de Estudios Biográficos (UEB) fue creada en 1994 y cuenta con el apoyo del Ministerio de Ciencia e Innovación y la Generalidad de Cataluña. Centra su investigación en el rescate, preservación y estudio de la escritura auto/biográfica. El centro dispone de una biblioteca especializada, y un archivo de memoria constituido por las donaciones de particulares, por un fondo de autobiografías escritas entre 1998 y 2002 (BIODIGITHUM) y un fondo formado por autobiografías de estudiantes de la Universidad de Barcelona (VITASTUDENS). Entre 1996 y 2007 editó una revista centrada en el análisis de los géneros auto/biográficos, Boletín de la Unidad de Estudios Biográficos, llamada después Memoria (segunda etapa). En la actualidad, dispone de una colección de libros Vidas escritas destinada a dar publicidad a textos depositados en la UEB. 

## Premios y reconocimientos
- Premio Extraordinario de Doctorado por su tesis La literatura autobiográfica en España (1939-1975)
- Premio Gaziel 2009 de Biografías y Memorias, convocado por la Fundación Conde de Godó
- Premio Manuel Alvar de Estudios Humanísticos 2015 por su ensayo sobre la historia de la escritura de diarios personales en España, titulado Pasé la mañana escribiendo. Poéticas del diarismo español.
- Premio Nacional de Historia de España 2019 por su obra Concepción Arenal. La caminante y su sombra.[15]
- Premio Internacional de Ensayo Jovellanos, 2021.[16]